# 太陽は罪な奴
「太陽は罪な奴」（たいようはつみなやつ）は、サザンオールスターズの楽曲。自身の38作目のシングルとして、タイシタレーベルから8cmCD・カセットテープ・7インチレコードでちょうどデビュー18周年となる1996年6月25日に発売された。
2005年6月25日には12cmCDで再発売されている。2014年12月17日からはダウンロード配信、2019年12月20日からはストリーミング配信が開始されている。

## 背景
発売まで1か月を切った約4年ぶりのオリジナルアルバム『Young Love』からの先行シングルである。

## 収録曲
- 収録時間：9:56

1. 太陽は罪な奴 (4:11)
（作詞・作曲：桑田佳祐 / 英語補作詞：TOMMY SNYDER / 編曲：サザンオールスターズ / 弦編曲：中西俊博 & サザンオールスターズ）
メンバー全員出演の麒麟麦酒「キリン・ラガー」CMソング。
軽快な1960年代のモータウン・ビートに乗って繰り広げられるサマー・リゾート・ポップ・ミュージックに仕上がった楽曲[5]。
アルバム『Young Love』ではイントロに波音の効果音が加えられているが、ベストアルバム『海のYeah!!』では波音が無いシングルバージョンが収録された。
ミュージック・ビデオには桑田が敬愛するアントニオ猪木、先輩ミュージシャンのかまやつひろし、当時桑田が大好きだったグラビアアイドルの松田千奈がゲスト出演している[6]。
2003年発売の映像作品『Inside Outside U・M・I』にはイメージ・ビデオが収録された。
『週刊文春』1996年9月5日号の表紙イラスト[注釈 2]は本曲にちなみ、「太陽は罪な奴」と題されている[7]。
2. 君に贈るLOVE SONG (5:44)
（作詞・作曲：松田弘 / 編曲：サザンオールスターズ & 片山敦夫 / 管編曲：山本拓夫）
ドラムの松田弘のボーカル曲。

## 参加ミュージシャン
- 桑田佳祐:Vocal(#1)、Guitar(#1,2)
- 大森隆志:Guitar(#1,2)
- 原由子:Keyboards(#1,2)、Vocal(#1)
- 関口和之:Bass(#1,2)
- 松田弘:Drums(#1,2)、Vocal(#2)
- 野沢秀行:Percussion(#1,2)

- 太陽は罪な奴
  - 山本拓夫:Alto Sax
  - ASUKA STRINGS:Strings
  - 角谷仁宣:Computer Operation
- 君に贈る LOVE SONG
  - 山本拓夫:Alto Sax, Flute, Piccolo
  - 片山敦夫:Keyboards
  - 小倉博和:Erectric & 12st Acoustic Guitars
  - 荒木敏男:Trumpet, Flugelhorn
  - 村田陽一:Tronbone
  - 奥野恵:Chorus
  - 藤田謙一:Computer Operation

## 収録アルバム
| 曲名               | 作品名         | 備考                 |
| ------------------ | -------------- | -------------------- |
| 太陽は罪な奴       | Young Love     | イントロに波音が追加 |
| 太陽は罪な奴       | 海のYeah!!     |                      |
| 君に贈る LOVE SONG | アルバム未収録 |                      |

## ミュージック・ビデオ収録作品
| 曲名               | 作品名                                      | 備考                       |
| ------------------ | ------------------------------------------- | -------------------------- |
| 太陽は罪な奴       | SPACE MOSA 〜SPACE MUSEUM OF SOUTHERN ART〜 | 一部のみ収録。現在は廃盤。 |
| 君に贈る LOVE SONG | 未収録                                      |                            |

## ライブ映像作品
| 曲名              | 作品名                                                                                                  | 備考 |
| ----------------- | --- | --- |
| 太陽は罪な奴      | 平和の琉歌 〜Stadium Tour 1996 "ザ・ガールズ万座ビーチ" in 沖縄〜                                       | DVD版のエクストラメニュー「Stadium Tour 1996 "ザ・ガールズ万座ビーチ"」に一部のみ収録。                                              |
| 太陽は罪な奴      | 1998 スーパーライブ in 渚園                                                                             | |
| 太陽は罪な奴      | SUMMER LIVE 2003「流石だスペシャルボックス」胸いっぱいの “LIVE in 沖縄” & 愛と情熱の “真夏ツアー完全版” | |
| 太陽は罪な奴      | 桑田佳祐の音楽寅さん 〜MUSIC TIGER〜 あいなめBOX                                                        | 桑田佳祐ソロ名義の作品。特典映像DISC「サザンオールスターズ SPECIAL LIVE IN 建長寺」に収録。                                          |
| 太陽は罪な奴      | SUPER SUMMER LIVE 2013 「灼熱のマンピー!! G★スポット解禁!!」 胸熱完全版                                 | |
| 太陽は罪な奴      | LIVE TOUR 2019 “キミは見てくれが悪いんだから、アホ丸出しでマイクを握ってろ!!” だと!? ふざけるな!!       | 完全生産限定盤のボーナスディスクに収録。2018年6月25・26日にNHKホールで開催された『ちょっとエッチなラララのおじさん』での歌唱シーン。 |
| 太陽は罪な奴      | 茅ヶ崎ライブ2023                                                                                        | |
| 君に贈るLOVE SONG | 未収録                                                                                                  | |